# Harry Morgan
Harry Morgan  (10. dubna 1915 Detroit, Michigan, USA – 7. prosince 2011 Los Angeles, Kalifornie, USA) byl americký herec, který proslul především jako plukovník Potter v americkém seriálu M*A*S*H.

## Biografie
Narodil se 10. dubna 1915 v Detroitu ve státě Michigan. V roce 1933 vystudoval Muskegon High School. V roce 1937 poprvé hrál divadlo v New Yorku. Když se dostal k filmu, začal vystupovat jako: "Henry Morgan" a později "Harry Morgan". Největší sláva se mu dostavila se seriálem M*A*S*H, kde nejdříve hrál roli bláznivého generála a později plukovníka Pottera. V roce 1980 dostal Harry Morgan cenu Emmy za svou roli Shermana T. Pottera. V roce 1983 po skončení 11. série M*A*S*He byl Harry Morgan jedním z těch, kteří chtěli pokračovat v natáčení dalších dílů, ale protože hlavní herci seriálu už dále natáčet nechtěli, vznikl nový seriál M*A*S*H - co bylo potom. Dále vystupoval například v animovaném seriálu Simpsonovi, nebo ve filmu Zátah. Od roku 2002 byl Harry Morgan na zasloužilém odpočinku.
Dne 7. prosince 2011 zemřel ve svém domě v Brentwoodu na zápal plic.